# Eupithecia jizlensis
Eupithecia jizlensis es una especie de polilla de la familia Geometridae. La especie fue descrita por primera vez por Edward Parr Wiltshire habiendo sido descrita en 1986, con distribución en Arabia Saudita. El holotipo de la especie fue descrita en el valle o "wadis" de Jizl, de ahí su nombre.